# فرانز فايفر
فرانز فايفر هو فقيه لغة وأستاذ جامعي وأمين مكتبة سويسري، ولد في 27 فبراير 1815 في سولوتورن في سويسرا، وتوفي في 29 مايو 1868 في فيينا في النمسا.